# Jeon Hye-jin (actriz nacida en 1988)
Jeon Hye-jin (17 de junio de 1988) es una actriz surcoreana.

## Vida personal
Se casó con su coestrella en Smile, You, Lee Chun-hee el 11 de marzo de 2011. Su hija, Lee So Yu, nació el 30 de julio de 2011.

## Filmografía

### Cine
| Año  | Título                  | Rol          |
| ---- | ----------------------- | ------------ |
| 1999 | Spooky School           |              |
| 2004 | Love, So Divine         | Sesame       |
| 2006 | Family Matters          |              |
| 2007 | Shadows in the Palace   | Jung-Ryeol   |
| 2010 | Bloody Shake            |              |
| 2014 | Venus Talk              | Kim Soo-Jung |
| 2015 | Revivre                 | Oh Mi-Young  |
| 2015 | Collective Invention    | Narradora    |
| 2017 | RV: Resurrected Victims | Lee Soo-Hyun |
| 2021 | Romantic Factory        |              |

### Series de televisión
| Año  | Título                  | Rol          | Red  | Ref.        |
| ---- | ----------------------- | ------------ | ---- | ----------- |
| 2002 | Ruler of Your Own World | Song Hyun-ji | MBC  |             |
| 2003 | Million Roses           |              | KBS  |             |
| 2008 | Family's Honor          | Lee Hye-Joo  | SBS  |             |
| 2009 | Smile, You              | Jung Ji-soo  | SBS  |             |
| 2010 | Oh! My Lady             | cameo, ep 1  | SBS  |             |
| 2018 | Mother                  | Yi-jin       | tvN  |             |
| 2022 | Mi diario de liberación | Hyun-ah      | JTBC | [ 4 ]       |
| 2023 | Agency                  | Jo Eun-jung  | JTBC | [ 5 ] [ 6 ] |
| 2024 | Love Your Enemy         | Maeng Soo-ah | tvN  | [ 7 ] [ 8 ] |

### Programas de variedades
| Año  | Título      | Canal | Papel               | Notas                           | Ref.  |
| ---- | ----------- | ----- | ------------------- | ------------------------------- | ----- |
| 2021 | Public Land | KBS2  | Miembro del reparto | con Gong Hyo-jin y Lee Chun-hee | [ 9 ] |